# Юлеманден
Юлеманден (фар. Jólamaður , гренл. Juulimaaq) — «святковий чоловік» або «різдвяний чоловік». Його часто зображують у вигляді невисокого бородатого чоловіка, одягненого в сірий одяг і червоний капелюх.

## Опис
У сучасній данській культурі Юлеманден є еквівалентом англійського Батька Різдва, хоча коріння персонажа сягає данського фольклору та міфології, де Юлеманден — міфічний персонаж, який, як кажуть, приносить різдвяні подарунки дітям у Данії напередодні Різдва, яке відзначається 24 грудня.
Згідно з міфами, він приходив до дому пішки або на санях і часто одягав хутро, щоб зігрітися.

## Історія
Юлеманден — це відносно нове явище в Данії, яке з'явилося через деякий час після Другої світової війни (1939—1945). До того часу існував ніссефар, ніссеконґен або юленіссен — персонаж, який дещо схожий на сучасного Юлемандена. Ця традиція простежується в минулі століття, коли люди вірили в ніссерів (ельфів, леприконів, духів або містичних сутностей, яких можна було рідко або ніколи не бачити безпосередньо). Місцевий фольклор диктував очікувані дії ніссерів, які могли бути примхливими істотами, що призводили до всіляких долей або навіть катастроф.
Юленіссен мав принести щастя, і щоб досягти цього, до нього потрібно було добре ставитися, особливо близько до Юла (Йоля, у грудні). Це досягалося через годування його певною традиційною кашею (тепер рисовою кашею). Традиційно кашу ставили на хатнє горище, оскільки вважалося, що це місце, де нібито жили ніссе і якщо ніссе був задоволений їжею, в наступному році він приносив дому добробут.
Юленіссен, однак все ще «відзначається», і на початку грудня він виступає як Юлеманден, щоб розважити дитячий розум, приносити невеличкі подарунки та інколи жартує з домогосподарством, дитячим садком тощо, де такі «створи» можуть процвітати.

## У масовій культурі
На дарування подарунків вплинув американський Санта, коли американська культура почала впливати на Данію, але замість того, щоб відверто копіювати його, місцеві традиції були змінені, що зрештою призвело до персонажа типу Юлемандена з лише слідами оригіналу ніссе і в деяких аспектах його неможливо відрізнити від Санти.
Намагаючись залучити понад 800 000 туристів, у 2011 році парк розваг Тіволі в Копенгагені замінив свого Юлемандена демонстрацією російського аналога — Діда Мороза.

## Поштова адреса
У Данії Post Danmark використовує спеціальну поштову адресу для дітей, які хочуть написати Юлемандену:
Rensdyrvej 1
Postboks 2412
1566 København V
Rensdyrvej перекладається як «оленячий шлях», а номер поштової скриньки 2412 є посиланням на 24 грудня.